# Auloplax auricularis
Auloplax auricularis är en svampdjursart som beskrevs av Schulze 1904. Auloplax auricularis ingår i släktet Auloplax och familjen Dactylocalycidae. Inga underarter finns listade i Catalogue of Life.